# Poldark (TV-serie, 2015)
Poldark är en brittisk-amerikansk historisk drama-TV-serie med premiär i BBC One den 8 mars 2015. Serien sändes till och med 2019 under fem säsonger och innehöll sammanlagt 43 avsnitt. Sverige sände serien i SVT, där första säsongen hade premiär den 22 augusti 2015.